# Palazzo Bronzini
Palazzo Bronzini, situato all'angolo tra Piazza Sedile e Via Duomo, è stato costruito un paio di secoli fa dopo la demolizione della chiesa dedicata a Santa Sofia, che era sede di due fratellanze laiche: quella dei beccamorti e quella di San Crispino.

## Storia
Nel XVIII secolo la Chiesa versava in uno stato di degrado, di conseguenza il luogo di culto fu messo nel pubblico commercio come stabile urbano. Successivamente i resti della chiesa furono acquistati dalla famiglia Pino. Don Saverio Pino migliorò lo stato della chiesa e creò ambienti nella Piazza grande. La stessa casata ampliò l'immobile avente l'ingresso da Via Duomo. Dopo cinque generazioni l'abitazione, nonostante la creazione di nuovi ambienti, divenne insufficiente in termini di capienza. Pochi anni dopo la casa fu ereditata dalla pronipote di Francesco Saverio Pino, Camilla Andricelli, che sposò Domenico Bronzini, al quale si deve un importante contributo per l'ampliamento e il miglioramento del palazzo. Il Comune di Matera acquistò il palazzo per utilizzarlo come parte del conservatorio di musica, istituito nel 1965 come sezione staccata del conservatorio "N. Piccinni" di Bari, poi divenuto autonomo nel 1969.

## Struttura
Il Palazzo Bronzini consta di tre livelli: al piano terra si trovavano le cantine, il bucataio e alcune botteghe di cui una utilizzata come ufficio postale, al primo piano si trovava l'appartamento padronale, al terzo piano le soffitte.
L'iniziativa e l'intervento del Comune, il programma e le realizzazioni di alcuni architetti hanno permesso a Matera di creare una struttura con fini culturali che ha consentito lo svolgimento delle attività del Conservatorio.